# Santiago Rodríguez Taverna
Santiago Fabián Rodríguez Taverna (Pilar, Argentina; 16 de julio de 1999) es un tenista argentino.
Rodríguez Taverna alcanzó el puesto 157° del ranking ATP individual el 29 de agosto de 2022. En dobles, alcanzó el puesto 144.º el 8 de abril de 2024.
Rodríguez Taverna ganó 2 títulos Challenger en individuales: el Challenger de Tigre 2022 y el Challenger de Porto Alegre 2025. Además, obtuvo otros 4 títulos Challenger en la modalidad de dobles.
En 2022 disputó su primera clasificación de un Grand Slam en Roland Garros, en la cual logró ingresar al cuadro principal al vencer a Filip Horanský, Timofey Skatov y Dimitar Kuzmanov. En su debut en torneos ATP –y en un Grand Slam– cayó ante el decimocuarto del ranking ATP, Taylor Fritz, por 6-7(2), 6-3, 3-6, 6-4 y 4-6 después de 3 horas y 34 minutos de partido.

## Títulos ATP Challenger (6; 2+4)

### Individuales (2)
| N.° | Fecha              | Torneo                     | Superficie    | Oponente en la final      | Resultado        |
| --- | ------------------ | -------------------------- | ------------- | ------------------------- | ---------------- |
| 1.  | 9 de enero de 2022 | Challenger de Tigre        | Tierra batida | Facundo Díaz Acosta       | 6-4, 6-2         |
| 2.  | 4 de mayo de 2025  | Challenger de Porto Alegre | Tierra batida | Nikolás Sánchez Izquierdo | 4-6, 6-4, 7-6(6) |

### Finalista (4)
| N.° | Fecha                | Torneo                   | Superficie    | Oponente en la final | Resultado     |
| --- | -------------------- | ------------------------ | ------------- | -------------------- | ------------- |
| 1.  | 23 de enero de 2022  | Challenger de Concepción | Tierra batida | Daniel Elahi Galán   | 1-6, 6-3, 3-6 |
| 2.  | 9 de abril de 2023   | Challenger de Barletta   | Tierra batida | Shintaro Mochizuki   | 1-6, 4-6      |
| 3.  | 17 de agosto de 2024 | Challenger de Todi       | Tierra batida | Carlos Taberner      | 4-6, 3-6      |
| 4.  | 27 de abril de 2025  | Challenger de Tucumán    | Tierra batida | Alex Barrena         | 5-7, 3-6      |

### Dobles (4)
| N.° | Fecha                    | Torneo                    | Superficie    | Pareja          | Oponentes en la final               | Resultado    |
| --- | ------------------------ | ------------------------- | ------------- | --------------- | ----------------------------------- | ------------ |
| 1.  | 25 de septiembre de 2022 | Challenger de Villa María | Tierra batida | Hernán Casanova | Facundo Juárez Ignacio Monzón       | 6-4, 6-3     |
| 2.  | 23 de octubre de 2022    | Challenger de Ambato      | Tierra batida | Thiago Tirante  | Benjamin Lock Courtney John Lock    | 7-6(11), 6-3 |
| 3.  | 5 de agosto de 2023      | Challenger de Lüdenscheid | Tierra batida | Luca Margaroli  | Jakob Schnaitter Kai Wehnelt        | 7-6(4), 6-4  |
| 4.  | 21 de octubre de 2023    | Challenger de Santa Fe II | Tierra batida | Luca Margaroli  | Franco Agamenone Mariano Kestelboim | 7-6(2), 6-4  |